# Bolíkovice (Zálezly)
Bolíkovice (německy Bolikowitz) jsou malá vesnice, část obce Zálezly v okrese Prachatice v Jihočeském kraji. Nachází se asi dva kilometry jihovýchod od Zálezel. Je zde evidováno 13 adres. V roce 2011 zde trvale žilo třicet obyvatel.
Bolíkovice leží v katastrálním území Setěchovice o výměře 3,2 km².

## Historie
První písemná zmínka o vesnici pochází z roku 1315.

## Obyvatelstvo
| Rok            | 1869 | 1880 | 1890 | 1900 | 1910 | 1921 | 1930 | 1950 | 1961 | 1970 | 1980 | 1991 | 2001 | 2011 | 2021 |
| -------------- | ---- | ---- | ---- | ---- | ---- | ---- | ---- | ---- | ---- | ---- | ---- | ---- | ---- | ---- | ---- |
| Počet obyvatel | 70   | 69   | 69   | 90   | 83   | 73   | 80   | 70   | 59   | 40   | 31   | 21   | 16   | 30   | 24   |
| Počet domů     | 11   | 11   | 12   | 13   | 13   | 13   | 13   | 14   | 14   | 11   | 10   | 13   | 12   | 12   | 12   |

## Obecní správa
Při sčítání lidu v letech 1850–1879 Bolíkovice byly osadou obce Nakvasovice v okrese Strakonice. V letech 1880–1949 byly osadou obce Dolní Nakvasovice v okrese Strakonice. V letech 1950–1976 byly osadou obce Setěchovice, se kterým patřily nejprve do okresu Vimperk, ale od roku 1960 v okrese Prachatice. Od 30. dubna 1976 jsou částí obce Zálezly v okrese Prachatice.

## Pamětihodnosti
- Usedlost čp. 2
- Usedlost čp. 8
- Bolíkovická lípa, památný strom u cesty mezi poli asi 250 metrů jihozápadně od vesnice (49°5′18,6″ s. š., 13°53′50,6″ v. d.)